# محمد بن سعود بن عبد العزيز آل سعود
محمد بن سعود بن عبد العزيز آل سعود (1353 هـ / 1934 - 18 شعبان 1433 هـ / 8 يوليو 2012)  وهو الابن الثالث للملك سعود بن عبد العزيز آل سعود. والدته هي الأميرة بركة الرازقي الألمعي من عسير جنوب المملكة حفظ أجزاء من القرآن الكريم درس في مدرسة الأمراء مع أخوانه الكبار ثم ذهب إلى أوروبا ليدرس اللغات الإنجليزية ثم الفرنسية وهو من جيل الكبار بأسرة الملك عبد العزيز وتخرج من مدرسة الأمراء، ويقال أن الأمير محمد من أقرب وأهم أبناء الملك سعود حيث كان يعتمد عليه الملك كثيرًا وكان يبعثه بمهام كبيرة لدعم استقلال الدول العربية وهناك توثيق بكتاب عن سيرته من تأليف محمد بن عبد الله بن صالح مله يسمى الأمير محمد بن سعود السيرة والتاريخ، أما وظائف الأمير محمد رئيس الديوان الملكي ثم وزير الدفاع والطيران وعضو مجلس الوزراء ثم أمير منطقة الباحة جنوب المملكة وعضو هيئة البيعة بالنيابة عن عائلة الملك سعود وقد مارس الأعمال التجارية لفترة لم يكن يعمل بها بالدولة في مجالات مختلفه. ويقال أن الأمير محمد كان ينال احترام شديد من جميع الأسرة المالكة وخصوصاً أبناء الملك عبد العزيز. ويقال أنه أكبر من الأمير نايف بن عبد العزيز بإثنين وعشرين يوماً وتوفي بعده باثنين وعشرين يوماً.

## حياته
في عام 1360هـ عيّنه والده رئيس الحرس الملكي السعودي، وتولّى منصب أمير منطقة الباحة جنوب غرب المملكة العربية السعودية يملك عدة مشاريع عقارية وصناعية واستثمارية وفندقية داخل المملكة وخارجها فضلاً عن شراكاته المتعددة مع بعض رجال الأعمال في المملكة وخارجها. وهو عضو في هيئة البيعة عن أبناء الملك سعود بن عبد العزيز آل سعود حتى وفاته يوم 8 يوليو عام 2012.

## مناصبه
- أمير الحرس الملكي في عهد والده الملك سعود 1360 هـ
- أمير القصور الملكية في عهد والده الملك سعود.
- وزير الدفاع والطيران والمفتش العام. بعد أخيه سمو الأمير فهد بن سعود بن عبد العزيز آل سعود.
- وزير المالية في عام 1381هـ ولم يبقى فيها إلا ستة أيام.
- أمير منطقة الباحة سنة 1986م إلى سنة 2010 م
- صدر أمر ملكي يوم السبت، تاريخ 18 رمضان 1431 هـ يقضي بإعفائه الأمير محمد بن سعود بن عبد العزيز آل سعود من منصبه كـ أمير منطقة الباحة بناء على طلبه، وذلك لظروفه الصحية. وعُيِّن الأمير مشاري بن سعود بن عبد العزيز آل سعود أميرًا لمنطقة الباحة بمرتبة وزير.

## أخوته
- سعد بن سعود بن عبد العزيز آل سعود

## أسرته
- تزوج الأمير محمد بن سعود ثلاث مرات، منهن:

1. الأميرة سارة الفيصل بن عبد العزيز آل سعود.
2. الأميرة نورة بنت حزام بن زريبان المطيري (مطلقة)، وتزوجت بعده الشيخ هزاع بن عبد العزيز الدويش وكيل الفوج الواحد وعشرين بالحرس الوطني.
3. الأميرة أميرة مخلوف (توفت 1 رجب 1432 هـ الموافق 3 يونيو 2011م بمقر إقامتها في مدينة بيروت في لبنان)، ولها من الأبناء:

- الأمير سلطان بن محمد (متوفى في حادث سيارة في مدينة كان الفرنسية، وخريج منلو كوليج بكلفورنيا بالولايات المتحدة الأمريكية).
- الأمير فيصل بن محمد (مواليد 1953م في جدة، ورجل أعمال ناجح يعمل في مؤسسته الخاصة حاليًا[2]، وحاصل على الدكتوراه في العلوم السياسية، ونائب أمير الباحة سابقًا منذ أكتوبر 1988 م ولمدة 23 سنة). متزوج من الأميرة نهى بنت سعد بن سعود بن عبدالعزيز وله من الأبناء الامير سلمان ، الأمير منصور (متزوج من الأميرة العنود بنت عبدالعزيز بن عبدالرحمن بن سعود بن عبدالعزيز ) ، الأمير سعد. ومتزوج من الأميرة سارة بنت رشيد العبيلان وله من الأبناء الأمير فهد (متزوج من الأميرة سارة بنت بندر بن عبد العزيز آل سعود)[3]، الأمير سلطان، الأميرة سارة (متوفية)، الأميرة أميرة (متزوجة من الأمير خالد بن بندر بن سلمان بن محمد) ، الأمير محمد (مستشار قانوني بوزارة الداخلية -الشؤون القانونية- منذ 2016م وحتى تاريخه، ويملك الإسطبل الأخضر الذهبي لسباقات الخيل بنادي الفروسية بالمملكة العربية السعودية)، ومتزوج من الأميرة غادة بنت حمود بن عبد العزيز آل سعود وله من البنات الأميرة لولوة.
- الأمير خالد بن محمد (متوفي في سبتمبر 2001م في مدينة القاهرة في مصر).
- الأمير مشعل بن محمد (مواليد 13 محرم 1376هـ [2][4] الموافق 19 أغسطس 1956م). متزوج من الأميرة لطيفة بنت مساعد بن عبد العزيز آل سعود وله من الأبناء الأمير سعود (جامعي في بريطانيا يتحدث عدة لغات رجل أعمال بمجال التكرير وغيره)، الأمير محمد (خريج جامعة الملك سعود وكان متزوج من الأميرة نوف بنت خالد بن عبد الله بن محمد آل سعود)، الأميرة العنود (متزوجة من الأمير فيصل بن تركي بن ناصر آل سعود)، الأمير عبد الرحمن (جامعي في الولايات المتحدة الأمريكية ورجل أعمال)، والأمير سلطان (ضابط بالقوات البحرية).
- الأميرة نورة بنت محمد. كانت متزوجة من الأمير نواف بن عبد الله بن سعود بن عبد العزيز آل سعود ولها من الأبناء الأمير تركي، الأمير عبد العزيز، الأميرة مشاعل، والأميرة لولوة.

## وفاته
توفي الأمير محمد بن سعود بن عبد العزيز آل سعود في يوم الأحد 18 شعبان 1433هـ الموافق 8 يوليو 2012 في مدينة الرياض بمنزله. وصُلي عليه يوم الاثنين 19 شعبان 1433هـ الموافق 9 يوليو 2012 في جامع الإمام تركي بن عبد الله في مدينة الرياض وتقدم المصلين عليه الأمير سلمان بن عبد العزيز آل سعود ولي العهد نائب رئيس مجلس الوزراء وزير الدفاع آنذاك ونُقل جثمانه إلى مقبرة العود حيث دُفن هناك.
| سبقه مساعد بن سعود بن عبد العزيز آل سعود | ترتيب أبناء الملك سعود                            | تبعه عبد الله بن سعود بن عبد العزيز آل سعود |
| سبقه متعب بن عبد العزيز آل سعود          | نائب وزير الدفاع والطيران السعودي 1373هـ - 1380هـ | تبعه تركي الثاني بن عبد العزيز آل سعود      |
| سبقه فهد بن سعود بن عبد العزيز آل سعود   | وزير الدفاع والطيران السعودي 1380هـ - 1382هـ      | تبعه مشعل بن عبد العزيز آل سعود             |
| سبقه طلال بن عبد العزيز آل سعود          | وزير المالية السعودي 1381 هـ (ستة أيام)           | تبعه نواف بن عبد العزيز آل سعود             |
| سبقه إبراهيم بن محمد الزيد               | أمير منطقة الباحة 1407هـ - 1431هـ                 | تبعه مشاري بن سعود بن عبد العزيز آل سعود    |